# Lengyelország hívójelkörzetei
Lengyelország hívójelkörzetei a vajdaságok határvonalait követik, egy-egy körzethez egy vagy két vajdaság tartozik.
Lengyelországnak több hívójelprefixe is van:
- 3Z-3Z
- HF-HF
- SN-SR

Ebből körzetesítve az SN[1..9]-SR[1..9] résztartomány van.
Továbbá a Déli-Shetland-szigeteken - György király-sziget (Antarktisz) van egy lengyel antarktiszi kutatóállomás, melynek hívójele: HF0POL.
HF0 prefixet az Antarktiszra települt állomások használják. 

## Lengyelország hívójelkörzetei[1]
| Körzet | Körzetesített prefixek | Körzetesített prefixek | Körzetesített prefixek | Körzetesített prefixek | Körzetesített prefixek | Województwo              | Vajdaság           |
| ------ | ---------------------- | ---------------------- | ---------------------- | ---------------------- | ---------------------- | ------------------------ | ------------------ |
| 1      | SN1                    | SO1                    | SP1                    | SQ1                    | SR1                    | Zachodniopomorskie (ZP)  | Nyugat-Pomeránia   |
| 2      | SN2                    | SO2                    | SP2                    | SQ2                    | SR2                    | Pomorskie (PM)           | Pomeránia          |
| 2      | SN2                    | SO2                    | SP2                    | SQ2                    | SR2                    | Kujawsko- Pomorskie (KP) | Kujávia-Pomeránia  |
| 3      | SN3                    | SO3                    | SP3                    | SQ3                    | SR3                    | Wielkopolskie (WP)       | Nagy-Lengyelország |
| 3      | SN3                    | SO3                    | SP3                    | SQ3                    | SR3                    | Lubuskie (LB)            | Lubus              |
| 4      | SN4                    | SO4                    | SP4                    | SQ4                    | SR4                    | Warminsko-Mazurskie(WM)  | Varmia-Mazúria     |
| 4      | SN4                    | SO4                    | SP4                    | SQ4                    | SR4                    | Podlaskie (PD)           | Podlaskie          |
| 5      | SN5                    | SO5                    | SP5                    | SQ5                    | SR5                    | Mazowieckie (MZ)         | Mazóvia            |
| 6      | SN6                    | SO6                    | SP6                    | SQ6                    | SR6                    | Dolnoslaskie (DS)        | Alsó-Szilézia      |
| 6      | SN6                    | SO6                    | SP6                    | SQ6                    | SR6                    | Opolskie (OP)            | Opole              |
| 7      | SN7                    | SO7                    | SP7                    | SQ7                    | SR7                    | Lodzkie (LD)             | Łódź               |
| 7      | SN7                    | SO7                    | SP7                    | SQ7                    | SR7                    | Swietokrzyskie (SW)      | Szentkereszt       |
| 8      | SN8                    | SO8                    | SP8                    | SQ8                    | SR8                    | Lubelskie (LU)           | Lublin             |
| 8      | SN8                    | SO8                    | SP8                    | SQ8                    | SR8                    | Podkarpackie (PK)        | Kárpátalja         |
| 9      | SN9                    | SO9                    | SP9                    | SQ9                    | SR9                    | Slaskie (SL)             | Szilézia           |
| 9      | SN9                    | SO9                    | SP9                    | SQ9                    | SR9                    | Malopolskie (MA)         | Kis-Lengyelország  |

## Lajstromjel
Vízi és légi járművek lajstromjelezéséhez az SP prefixet használják.